# 1640 Nemo
1640 Nemo è un asteroide areosecante. Scoperto nel 1951, presenta un'orbita caratterizzata da un semiasse maggiore pari a 2,2895105 UA e da un'eccentricità di 0,3413978, inclinata di 7,10187° rispetto all'eclittica.
L'asteroide prende il nome dal capitano Nemo, protagonista del romanzo di Jules Verne Ventimila leghe sotto i mari.